# Дубова (старостинський округ № 1)
Ду́бова — село в Україні, у Поліській селищній територіальній громаді Вишгородського району Київської області. Населення становить 20 осіб.

## Історія
19 липня 2020 року, в результаті адміністративно-територіальної реформи та ліквідації Поліського району, село увійшло до складу новоутвореного Вишгородського району. 
З лютого по квітень 2022 року село було окуповане російськими військами. 

## Відомі люди
- Брондуков Борислав Миколайович (1938—2004) — український актор, народний артист України.